# Jagan Hames
Jagan Hames (* 31. Oktober 1975) ist ein ehemaliger australischer Zehnkämpfer.
1994 siegte er bei den Juniorenweltmeisterschaften in Lissabon im Hochsprung.
1997 startete er bei den Leichtathletik-Weltmeisterschaften in Athen, gab aber bei der achten Disziplin auf.
Im Jahr darauf wurde er Australischer Meister im Zehnkampf und siegte bei den Commonwealth Games 1998 in Kuala Lumpur.

## Bestleistungen
- Hochsprung: 2,30 m, 13. März 1994, Sydney
- Zehnkampf: 8490 Punkte, 18. September 1998, Kuala Lumpur (Ozeanienrekord)